# Polo Serrano

Municípios integrantes do Polo Serrano

O Polo Serrano é uma área turística do estado do Rio Grande do Norte que se destaca no ecoturismo e do turismo de aventura, devido à geografia local, marcada, em parte, pela existência de serras. Integram o polo os seguintes municípios:
- Alexandria
- Apodi
- Caraúbas
- Encanto[3]
- Felipe Guerra
- Frutuoso Gomes
- José da Penha
- Lucrécia
- Luís Gomes
- Major Sales
- Marcelino Vieira
- Martins
- Patu
- Pau dos Ferros
- Portalegre
- Riacho da Cruz
- São Miguel
- Serrinha dos Pintos
- Venha-Ver
- Viçosa

O clima do Polo Serrano é marcado por contrastes. Nas áreas mais elevadas o clima é considerado mais úmido e ameno, em especial na serra de Martins, com temperaturas que podem chegar a 15 °C na época mais fria do ano (junho a agosto). Em outras localidades com altitude mais baixa as temperaturas são bem mais elevadas, chegando a ultrapassar 35 °C durante o dia, como ocorre nas cidades de Apodi, Caraúbas e Pau dos Ferros.